# Roeselia caruscula
Roeselia caruscula är en fjärilsart som beskrevs av Dyar 1922. Roeselia caruscula ingår i släktet Roeselia och familjen trågspinnare. Inga underarter finns listade.